# Stazione meteorologica di Saluzzo
La stazione meteorologica di Saluzzo è la stazione meteorologica di riferimento relativa alla località di Saluzzo.

## Coordinate geografiche
La stazione meteo si trova nell'Italia nord-occidentale, in Piemonte, in provincia di Cuneo, nel comune di Saluzzo, a 395 metri s.l.m. e alle coordinate geografiche 44°39′N 7°29′E.

## Dati climatologici
In base alla media del trentennio di riferimento climatico 1961-1990, la temperatura media del mese più freddo, gennaio, si attesta a +1,1 °C; quella del mese più caldo, luglio, è di +21,8 °C .
| Saluzzo            | Mesi | Mesi | Mesi | Mesi | Mesi | Mesi | Mesi | Mesi | Mesi | Mesi | Mesi | Mesi | Stagioni | Stagioni | Stagioni | Stagioni | Anno |
| Saluzzo            | Gen  | Feb  | Mar  | Apr  | Mag  | Giu  | Lug  | Ago  | Set  | Ott  | Nov  | Dic  | Inv      | Pri      | Est      | Aut      | Anno |
| ------------------ | ---- | ---- | ---- | ---- | ---- | ---- | ---- | ---- | ---- | ---- | ---- | ---- | -------- | -------- | -------- | -------- | ---- |
| T. max. media (°C) | 4,5  | 6,1  | 10,5 | 14,9 | 20,2 | 24,0 | 26,6 | 24,8 | 21,5 | 15,1 | 9,4  | 5,8  | 5,5      | 15,2     | 25,1     | 15,3     | 15,3 |
| T. min. media (°C) | −2,2 | −1,1 | 3,0  | 6,9  | 11,0 | 14,5 | 17,0 | 15,7 | 13,5 | 8,0  | 3,4  | −0,5 | −1,3     | 7,0      | 15,7     | 8,3      | 7,4  |